# Басисари
Басисари (фр. Bassussarry) насеље је и општина у југозападној Француској у региону Аквитанија, у департману Атлантски Пиринеји која припада префектури Бајон.
По подацима из 2011. године у општини је живело 2422 становника, а густина насељености је износила 372,04 становника/km². Општина се простире на површини од 7 km². Налази се на средњој надморској висини од 8 метара (максималној 85 m, а минималној 2 m).

## Демографија
| 1962. | 1968. | 1975. | 1982. | 1990. | 1999. | 2011. |
| ----- | ----- | ----- | ----- | ----- | ----- | ----- |
| 350   | 483   | 715   | 890   | 1.056 | 1.817 | 2.422 |

График промене броја становника у току последњих година